# 김형실
김형실(金炯實, 1951년 7월 21일~)은 대한민국의 배구인으로, 대전 KGC인삼공사와 광주 페퍼저축은행 AI 페퍼스의 감독을 맡았다.